# 浄土宗西山派
浄土宗西山派（じょうどしゅうせいざんは）は、広義の浄土宗の流派、浄土宗の祖法然没後、法然の高弟証空が唱えた西山義であり、その流れが西山浄土宗・浄土宗西山禅林寺派・浄土宗西山深草派として現存している。

## 歴史
浄土宗は法然の法兄弟であり後継者であった信空が没した後、教義の解釈をめぐる違いから、浄土真宗に吸収される幸西の一念義と、京都の浄土宗主流となった三鈷寺証空の西山義、証空に対抗して諸行本願義を説いた九品寺長西の九品寺義、流刑を機に東国で多念義を広めた長楽寺隆寛の長楽寺義、筑後国・肥後国を中心に念仏の教えを弘めた弁長の鎮西義などに分割された。だが、後世まで残ったのは現在の浄土宗である鎮西義（白旗派）と、証空の西山義（浄土宗西山派）の2つである。
その後西山義は、浄音の西谷義、立信の深草義、証入の東山義、証慧の嵯峨義に分かれ、これを西山四流という。
江戸時代までは浄土宗西山派法度が制定されるなど浄土宗（鎮西義）とは別流であり、明治維新後の1870年（明治3年）に一旦は浄土宗に統一されたが1876年（明治9年）に分離する。

### 系譜
| 証空〈西山義〉 | 証空〈西山義〉 | 証空〈西山義〉 | 証空〈西山義〉 | 証空〈西山義〉 | 証空〈西山義〉 |  |  | 浄音〈西谷流〉 | 浄音〈西谷流〉 | 浄音〈西谷流〉 | 浄音〈西谷流〉 | 浄音〈西谷流〉 | 浄音〈西谷流〉 |  |  |                |                |                |                |                |                |  |  | 【西山浄土宗】【浄土宗西山禅林寺派】 | 【西山浄土宗】【浄土宗西山禅林寺派】 | 【西山浄土宗】【浄土宗西山禅林寺派】 | 【西山浄土宗】【浄土宗西山禅林寺派】 | 【西山浄土宗】【浄土宗西山禅林寺派】 | 【西山浄土宗】【浄土宗西山禅林寺派】 |
| 証空〈西山義〉 | 証空〈西山義〉 | 証空〈西山義〉 | 証空〈西山義〉 | 証空〈西山義〉 | 証空〈西山義〉 |  |  | 浄音〈西谷流〉 | 浄音〈西谷流〉 | 浄音〈西谷流〉 | 浄音〈西谷流〉 | 浄音〈西谷流〉 | 浄音〈西谷流〉 |  |  |                |                |                |                |                |                |  |  | 【西山浄土宗】【浄土宗西山禅林寺派】 | 【西山浄土宗】【浄土宗西山禅林寺派】 | 【西山浄土宗】【浄土宗西山禅林寺派】 | 【西山浄土宗】【浄土宗西山禅林寺派】 | 【西山浄土宗】【浄土宗西山禅林寺派】 | 【西山浄土宗】【浄土宗西山禅林寺派】 |
|                |                |                |                |                |                |  |  |                |                |                |                |                |                |  |  |                |                |                |                |                |                |  |  | 了音〈六角流〉（衰退）               |                                      |                                      |                                      |                                      |                                      |
|                |                |                |                |                |                |  |  |                |                |                |                |                |                |  |  |                |                |                |                |                |                |  |  |                                      |                                      |                                      |                                      |                                      |                                      |
|                |                |                |                |                |                |  |  |                |                |                |                |                |                |  |  | 立信〈深草流〉 | 立信〈深草流〉 | 立信〈深草流〉 | 立信〈深草流〉 | 立信〈深草流〉 | 立信〈深草流〉 |  |  | 【浄土宗西山深草派】                 | 【浄土宗西山深草派】                 | 【浄土宗西山深草派】                 | 【浄土宗西山深草派】                 | 【浄土宗西山深草派】                 | 【浄土宗西山深草派】                 |
|                |                |                |                |                |                |  |  |                |                |                |                |                |                |  |  | 立信〈深草流〉 | 立信〈深草流〉 | 立信〈深草流〉 | 立信〈深草流〉 | 立信〈深草流〉 | 立信〈深草流〉 |  |  | 【浄土宗西山深草派】                 | 【浄土宗西山深草派】                 | 【浄土宗西山深草派】                 | 【浄土宗西山深草派】                 | 【浄土宗西山深草派】                 | 【浄土宗西山深草派】                 |
|                |                |                |                |                |                |  |  |                |                |                |                |                |                |  |  | 証入〈東山流〉 | 証入〈東山流〉 | 証入〈東山流〉 | 証入〈東山流〉 | 証入〈東山流〉 | 証入〈東山流〉 |  |  | （衰退）                             | （衰退）                             | （衰退）                             | （衰退）                             | （衰退）                             | （衰退）                             |
|                |                |                |                |                |                |  |  |                |                |                |                |                |                |  |  | 証入〈東山流〉 | 証入〈東山流〉 | 証入〈東山流〉 | 証入〈東山流〉 | 証入〈東山流〉 | 証入〈東山流〉 |  |  | （衰退）                             | （衰退）                             | （衰退）                             | （衰退）                             | （衰退）                             | （衰退）                             |
|                |                |                |                |                |                |  |  |                |                |                |                |                |                |  |  | 証慧〈嵯峨流〉 | 証慧〈嵯峨流〉 | 証慧〈嵯峨流〉 | 証慧〈嵯峨流〉 | 証慧〈嵯峨流〉 | 証慧〈嵯峨流〉 |  |  | （衰退）                             | （衰退）                             | （衰退）                             | （衰退）                             | （衰退）                             | （衰退）                             |
|                |                |                |                |                |                |  |  |                |                |                |                |                |                |  |  | 証慧〈嵯峨流〉 | 証慧〈嵯峨流〉 | 証慧〈嵯峨流〉 | 証慧〈嵯峨流〉 | 証慧〈嵯峨流〉 | 証慧〈嵯峨流〉 |  |  | （衰退）                             | （衰退）                             | （衰退）                             | （衰退）                             | （衰退）                             | （衰退）                             |
|                |                |                |                |                |                |  |  |                |                |                |                |                |                |  |  | 遊観〈嵯峨流〉 | 遊観〈嵯峨流〉 | 遊観〈嵯峨流〉 | 遊観〈嵯峨流〉 | 遊観〈嵯峨流〉 | 遊観〈嵯峨流〉 |  |  | 示導〈本山流〉（衰退）               | 示導〈本山流〉（衰退）               | 示導〈本山流〉（衰退）               | 示導〈本山流〉（衰退）               | 示導〈本山流〉（衰退）               | 示導〈本山流〉（衰退）               |
|                |                |                |                |                |                |  |  |                |                |                |                |                |                |  |  | 遊観〈嵯峨流〉 | 遊観〈嵯峨流〉 | 遊観〈嵯峨流〉 | 遊観〈嵯峨流〉 | 遊観〈嵯峨流〉 | 遊観〈嵯峨流〉 |  |  | 示導〈本山流〉（衰退）               | 示導〈本山流〉（衰退）               | 示導〈本山流〉（衰退）               | 示導〈本山流〉（衰退）               | 示導〈本山流〉（衰退）               | 示導〈本山流〉（衰退）               |
|                |                |                |                |                |                |  |  |                |                |                |                |                |                |  |  | 聖達〈嵯峨流〉 | 聖達〈嵯峨流〉 | 聖達〈嵯峨流〉 | 聖達〈嵯峨流〉 | 聖達〈嵯峨流〉 | 聖達〈嵯峨流〉 |  |  | 一遍【時宗】                         | 一遍【時宗】                         | 一遍【時宗】                         | 一遍【時宗】                         | 一遍【時宗】                         | 一遍【時宗】                         |
|                |                |                |                |                |                |  |  |                |                |                |                |                |                |  |  | 聖達〈嵯峨流〉 | 聖達〈嵯峨流〉 | 聖達〈嵯峨流〉 | 聖達〈嵯峨流〉 | 聖達〈嵯峨流〉 | 聖達〈嵯峨流〉 |  |  | 一遍【時宗】                         | 一遍【時宗】                         | 一遍【時宗】                         | 一遍【時宗】                         | 一遍【時宗】                         | 一遍【時宗】                         |

### 年表
明治時代以後
- 1876年（明治9年）9月25日 - 西山義を中心にして浄土宗西山派が結成された。この時に浄土宗西山派は西谷流・粟生光明寺が西本山、西谷流・禅林寺が東本山、深草流・誓願寺が北本山、深草流・円福寺が南本山となり、四本山制となる。
- 1919年（大正8年）4月30日 - 浄土宗西山派が粟生光明寺を総本山とする浄土宗西山光明寺派（後の西山浄土宗）、禅林寺を総本山とする浄土宗西山禅林寺派、誓願寺を総本山とする浄土宗西山深草派の三つに分裂する。この三つを総称して西山三派という。
- 1941年（昭和16年） - 日中戦争中の戦時統制によって西山三派が再び合流して浄土宗西山派となる。
- 1947年（昭和22年）2月8日 - 浄土宗西山派が粟生光明寺を総本山とする西山浄土宗（浄土宗西山光明寺派が改称）、禅林寺を総本山とする浄土宗西山禅林寺派、誓願寺を総本山とする浄土宗西山深草派の三つに再び分裂する。
- 1948年（昭和23年） - 西山浄土宗から曼陀羅寺を本山とする浄土宗西山曼陀羅寺派が分派する。
- 1951年（昭和26年）
  - 浄土宗西山深草派から真宗院を本山とする「深草浄土宗」が分派。
  - 証空ゆかりの三鈷寺が天台宗から分派し、「西山宗」を結成。
- 1961年（昭和36年） - 浄土宗西山曼陀羅寺派は、元の西山浄土宗に合流。
- 1966年（昭和41年） - 深草浄土宗は、元の浄土宗西山深草派に合流。